# Huevas fritas
Las huevas fritas son una preparación culinaria a base de huevas de pescado, típica en España y algunos países americanos.  

## Gastronomías

### España

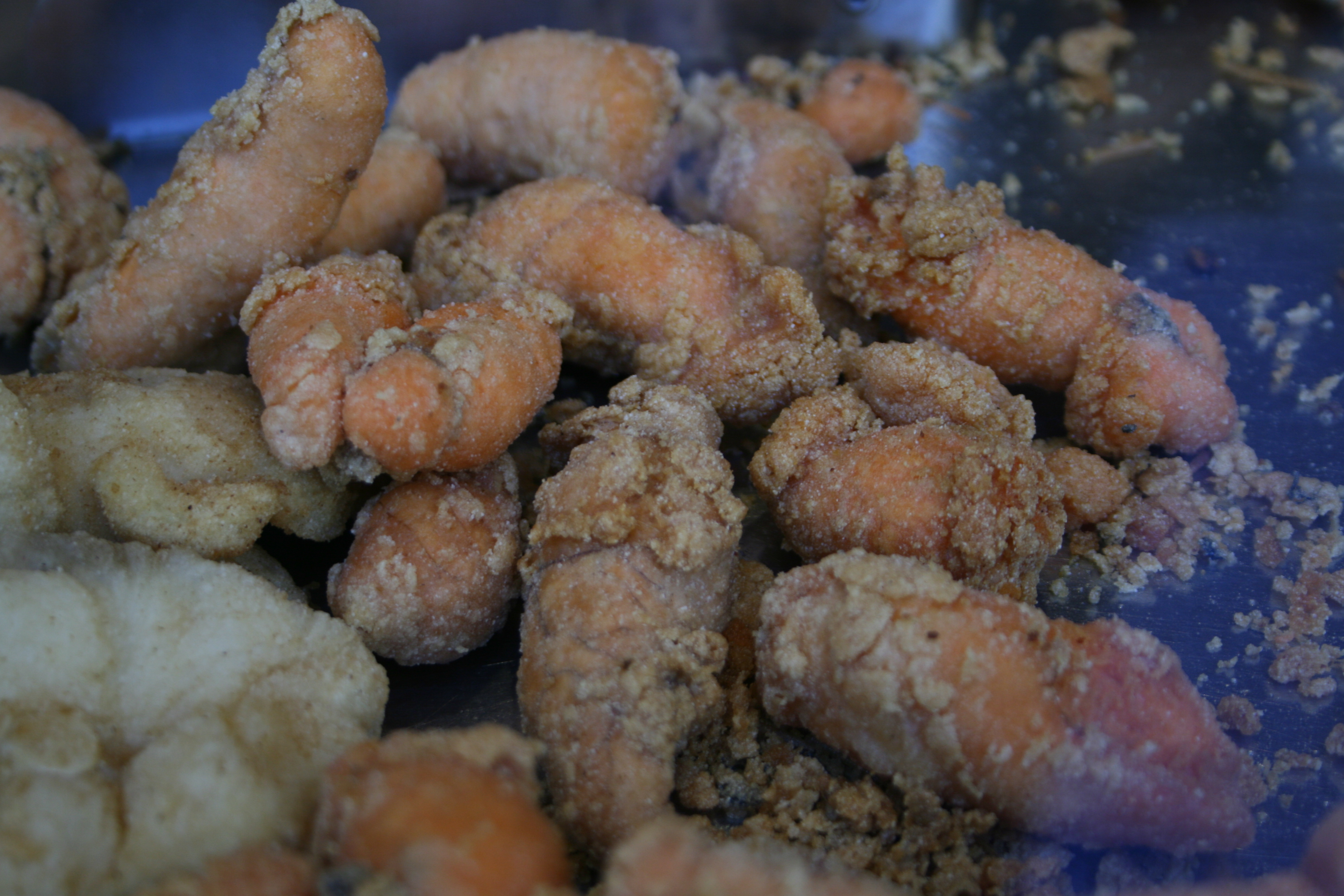
Una ración de huevas fritas.

En España son típicas de la provincia de Cádiz. La fritura se elabora con las mismas técnicas que el pescaíto frito gaditano, se lavan y evisceran, se escurren, se proceden a salar al gusto, y enharinar, se filtran al pasar por el cedazo, y finalmente se fríen en aceite de oliva caliente. En Cádiz se sirven en establecimientos especiales como freidurías.

### Colombia
Son muy apetecidas también en la costa Caribe de Colombia, donde pueden obtenerse del bocachico o de la lisa.

### Venezuela
Igualmente en Venezuela, principalmente en la costa y en el Oriente, particularmente en la Isla de Margarita. En este caso se utilizan las de lisa, jurel, bagre o atún.

### Perú

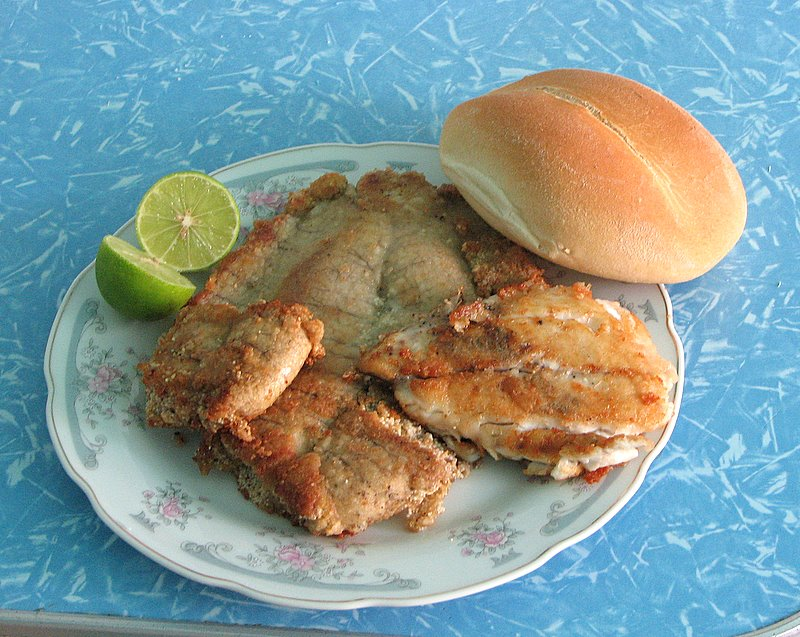
Desayuno peruano: chita y huevera frita con pan francés.

En Perú se denominan hueveras fritas o chicharrón de huevera. Son muy apreciadas las de bonito, chita, lenguado y corvina. Su consumo se realiza popularmente en las cebicherías del país.